# ری آیانامی
ری آیانامی (به ژاپنی: 綾波 レイ، به لاتین: Ayanami Rei) یک شخصیت خیالی از مجموعهٔ نئون جنسیس اونگلیون است که توسط استودیو گایناکس خلق شده است. در این مجموعه، ری دختری درون‌گرا است که به عنوان خلبان مرموز یک روبات غول‌پیکر به نام اونگلیون واحد-۰۰ انتخاب شده است. در ابتدای داستان، ری شخصیتی اسرارآمیز دارد و رفتار غیرمعمولش موجب شگفتی اطرافیانش می‌شود. با پیشرفت داستان، او روابط بیشتری با اطرافیان خود، به‌ویژه هم‌کلاسی‌اش و خلبان دیگر اونگلیون، شینجی ایکاری، برقرار می‌کند.
هیده‌آکی آنو، کارگردان مجموعهٔ تلویزیونی، ری را به‌عنوان بازتابی از ناخودآگاه خود خلق کرد. او تحت تأثیر مطالعات روان‌شناسی، به‌ویژه روان‌کاوی فرویدی قرار داشت و از نظریهٔ عقدهٔ ادیپ الهام گرفت. سایر عوامل الهام‌بخش در طراحی این شخصیت شامل آثار پیشین اعضای استودیو گایناکس مانند Aoki Uru و رمان The Snow Goose نوشتهٔ پاول گالیکو بودند. در نسخهٔ ژاپنی، مگومی هایاشی‌بارا صداپیشگی ری را بر عهده دارد.
شخصیت ری مورد استقبال منتقدان و مخاطبان قرار گرفته و در تمامی نظرسنجی‌های محبوبیت مجموعه رتبه‌های بالایی کسب کرده است. همچنین، در نظرسنجی‌های مربوط به محبوب‌ترین شخصیت‌های انیمه در ژاپن نیز حضور داشته است. منتقدان از هالهٔ اسرارآمیز ری و نقشش در داستان تمجید کرده‌اند. محصولات جانبی متعددی بر اساس این شخصیت، به‌ویژه فیگورهای اکشن، تولید و به محبوبیت بالایی دست یافته‌اند. برخی از منتقدان موفقیت این شخصیت را با ویژگی‌های موئه مرتبط دانسته‌اند، ویژگی‌هایی که پس از آن الهام‌بخش خلق بسیاری از شخصیت‌های زن در انیمه‌های بعدی شدند.